# انطفاء (علم النفس)
الانطفاء هو ظاهرة سلوكية تُلاحَظ في سلوكَي الإشراط الاستثابي والإشراط الكلاسيكي، يتجلى بتلاشي الاستجابة الشرطية غير المعززة مع مرور الوقت. حين لا يعود السلوك الاستثابي يؤدي للنتائج المعززة، ويتوقف ظهور هذا السلوك تدريجيًا. في الإشراط التقليدي، حين يُقدَم المنبه المشروط لوحده ولا يعود يُنبِّئ بقدوم المنبه غير المشروط، تتوقف الاستجابة المشروطة تدريجيًا. على سبيل المثال، بعد أن تكيف كلب بافلوف على إفراز اللعاب عند سماع صوت المترونوم (بندول الإيقاع)، توقف في النهاية عن إفراز اللعاب عند سماع الصوت بعد أن سمعه بشكل متكرر دون أن يُقدَّم له أي طعام. يُعتَقد أن العديد من اضطرابات القلق مثل اضطراب الكرب التالي للصدمة النفسية تعكس، ولو جزئيًا، فشلًا في تمييز الخوف.

## النظريات
يتضمن الاعتبار السائد للانطفاء نماذج ترابطية. ولكن هناك جدل حول ما إذا كان الانطفاء يتضمن ببساطة «نسيان» ترابط المنبه غير المشروط مع المنبه المشروط (على سبيل المثال اعتبار ريسكورلا-واغنر) أو يتضمن بشكل بديل «تعلمًا جديدًا» لترابط تثبيطي يُقنِّع الترابط الاستثاري الأصلي (على سبيل المثال، اعتبار كونورسكي وبيرس وهول). يهتم الاعتبار الثالث بالآليات غير الترابطية مثل الاعتياد والتعديل وإجهاد الاستجابة. اقترح العمل المخبري لكل من ميرز وديفيس فيما يتعلق بانطفاء الخوف لدى القوارض أنه من الممكن أن تعمل عدة آليات بناءً على التوقيت والظروف التي يظهر فيها الانطفاء.
نظرًا للآراء المتنافسة والملاحظات الصعبة للاعتبارات المختلفة، انتقل الباحثون إلى التحقيق على المستوى الخلوي (أغلب الأحيان في القوارض) لتحفيز الآليات الدماغية المحددة للانطفاء، وبالأخص دور البنى الدماغية (اللوزة وحصين البحر والقشرة أمام الجبهية)، وأجهزة النواقل العصبية الدقيقة (على سبيل المثال، غابا وإن إم دي أيه). وجدت دراسة حديثة على القوارض أجراها أماندو وأونال وباريه ونُشِرت في دورية نيتشر أن انطفاء استجابة الخوف المشروطة مرتبطة بالتثبيط المشبكي في عصبونات إنتاج الخوف في مركز اللوزة الذي ينقل إلى السنجابية المحيطة بالمسال والتي تتحكم بدورها بسلوك الجمود. وأشار الباحثون الثلاثة إلى أن التثبيط (الكف) مشتق من القشر أمام الجبهي الإنسي البطني، ووجدوا آليات واعدة على المستوى الخلوي من أجل علاجات جديدة للقلق.

## الإشراط الكلاسيكي
قد يظهر تعلم الانطفاء في نموذج الإشراط الكلاسيكي أيضًا. في هذا النموذج، يمكن أن تثير أي إشارة أو سياق محايد استجابة مشروطة حين تقرن بمنبه غير مشروط. المنبه غير المشروط هو ذاك الذي يطلق استجابة سلوكية معينة بشكل طبيعي وتلقائي. قد يتحول منبه أو بيئة ما إلى إشارة مشروطة أو سياق مشروط تباعًا حين يقترن بمنبه غير مشروط. أحد الأمثلة على هذه العملية هو نموذج إشراط الخوف باستخدام فأر. في هذا المثال، يمكن أن تتحول نغمة مترافقة مع أذية معتدلة في القدم إلى إشارة مشروطة تثير استجابة خوف حين تُقدَّم لوحدها في المستقبل. بنفس الطريقة، يمكن للسياق الذي حصلت فيه أذية القدم، كغرفة ذات أبعاد معينة ورائحة معينة أن تثير نفس استجابة الخوف حين يوضع الفأر مجددًا في الغرفة بغياب اذية القدم.
في هذا النموذج يظهر الانطفاء حين يعاد تعريض الحيوان إلى الإشارة المشروطة أو السياق المشروط بغياب المنبه غير المشروط. ومع تعلم الحيوان أن الإشارة أو السياق لا ينبئان بقدوم المنبه غير المشروط، تتناقص الاستجابة غير المشروطة أو تصبح قابلة للتمييز.

## الإشراط الاستثابي
في نموذج الإشراط الاستثابي، يشير الانطفاء إلى عملية إبطال توفير التعزيز الذي كان يحافظ على السلوك. يختلف الانطفاء الاستثابي عن النسيان بأن الأخير يشير لتناقص قوة السلوك مع مرور الوقت حين لا يُنبَعَث. على سبيل المثال، الطفل الذي ينزل أسفل مقعده، وهي استجابة معزَّزة بالاهتمام، يُتَجاهل حتى يتوقف ظهور السلوك الساعي للاهتمام. دوّنَ بي. إف. سكينر في سيرته الذاتية أنه اكتشف صدفةً انطفاء الاستجابة الاستثابية بسبب عطل في تجهيزات مخبره، إذ كتب:
«ظهر لي منعطف الانطفاء الأول عن طريق الصدفة. كان الجرذ يضغط على الرافعة في تجربة عن الإشباع حين علق موزع الكريات. لم أكن هناك في ذلك الحين، وعندما عدت وجدت منعطفًا جميلًا. واصل الجرذ الضغط على الرغم من أنه لم يتلقَ أي كرات... كان هذا التغيير منظمًا أكثر من انطفاء منعكس إفراز اللعاب في تجربة بافلوف وكنت متحمسًا جدًا. كانت ظهيرة يوم الجمعة ولم يوجد أحد في المخبر لأُعلِمَه. وطوال تلك العطلة عبرت الطرقات بحذرٍ شديد متجنبًا كل المخاطر غير الضرورية لأحمي اكتشافي من الضياع بسبب موت عارض».
حين يظهر انطفاء استجابة ما، يعرف المنبه التمييزي باسم منبه الانطفاء (إس دلتا). حين يوجد إس دلتا، لا تظهر النتيجة المعزِّزة التي تتبع السلوك على نحو مميز. وهذا عكس المنبه التمييزي الذي هو إشارة تدل على أن التعزيز سيظهر. على سبيل المثال، في غرفة استثابية، إذا قدمت كرات الطعام فقط حين أداء استجابة معينة في وجود الضوء الأخضر، يعتبر الضوء الأخضر هنا المنبه التمييزي. إذا وُجد الضوء الأحمر لن يُقدم أي طعام، وبالتالي الضوء الأحمر هو منبه انطفاء (يستخدم الطعام هنا كمثال لمعزز). ولكن، يفرق البعض بين منبه الانطفاء وإس دلتا بسبب عدم امتلاك السلوك لتاريخ تعزيز، على سبيل المثال، في مصفوفة من ثلاث عناصر (هاتف وقلم وورقة) لن ينتج عن الأسئلة: «أي واحد هو الهاتف؟» و «القلم» و«الورقة» استجابة في المعلم ولكنه تقنيًا ليس انطفاءً في التجربة الأولى بسبب اختيار «القلم» أو «الورقة» وافتقاد تاريخ التعزيز. ويعتبر هذا الأمر إس دلتا رغمًا عن ذلك.

### إجراءات الانطفاء الناجحة
لكي يعمل الانطفاء بفاعلية، يجب إجراؤه باستمرار. يعتبر الانطفاء ناجحًا حين تكون الاستجابة صفرًا بوجود منبه انطفاء (الضوء الأحمر أو عدم إعطاء المعلم للتلميذ المشاغب أي اهتمام، على سبيل المثال). حين يظهر سلوك ما مجددًا بعد زواله بالانطفاء يدعى حينها بالانبعاث.

### الانفجار (الهبّة)
يتسبب الانطفاء إذا أجري بصورة ثابتة انخفاضًا نهائيًا في السلوك غير المرغوب، لكنه على المدى القصير قد يعرِض الكائن إلى ما يدعى بهبة الانطفاء. تظهر هبة الانطفاء بمجرد بدء إجراء الانطفاء. وتتضمن عادةً زيادة مؤقتة ومفاجئة في تواتر الاستجابة، متبوعة بالرفض في النهاية وانطفاء السلوك المستهدف والمراد إقصاؤه. قد يظهر أيضًا سلوك غير مألوف أو استجابات عاطفية أو سلوك عدواني.
وكمثال، حمامة معزَّزة للنقر على زر الكتروني. خلال ذاكرتها التدريبية، في كل مرة نقرت فيها الحمامة على الزر، تلقت كمية صغيرة من طعام الطيور كمعزز. وبالتالي، متى شعرت الحمامة بالجوع، ستنقر على الزر لتتلقى الطعام. ولكن إذا ما أُطفِئ الزر، ستحاول الحمامة الجائعة في البداية أن تنقر على الزر كما تعودت في الماضي. حين لا يأتي أي طعام، ستعيد المحاولة بديهيًا... مرارًا وتكرارًا. بعد مدة من النشاط الهائج، لا يسفر فيه النقر عن أي نتيجة، سيتناقص تواتر نقر الحمامة.
وعلى الرغم من أن نظرية التعزيز لا تفسر هبة الانطفاء، فالهبة قد تفسَّر بنظرية التحكم. في نظرية التحكم الحسي، درجة النتاج الداخلة في أي عمل تتناسب مع التناقض بين النتيجة المرجعية (المعدل المرغوب من المكافأة في النموذج الاستثابي) والمدخول الحالي. وبالتالي، حين تُمحَى المكافأة، يزداد التناقض، ويزداد النتاج. على المدى الطويل، تبدأ «إعادة التنظيم»، وهي خوارزمية التعلم في نظرية التحكم، بتكييف نظام التحكم بحيث يتناقص النتاج.
تعد الفوائد التطورية لهبة الانطفاء واضحة. في البيئة الطبيعية؛ الحيوان المواظب على سلوك متعلَّم رغم عدم حصوله على تعزيز فوري، قد تكون له فرصة أكبر في إنتاج نتائج معززة إذا حاول مجددًا. وسيكون هذا الحيوان مفضلًا على تلك الأنواع الأخرى التي تستسلم بسهولة.
بصرف النظر عن الاسم، لا يخمد كل رد فعل انفجاري لعكس المنبه نحو الانطفاء. في الواقع، تواصل أقلية صغيرة من الأفراد ردة فعلها لأجل غير مسمى.